# Trössing
Trössing là một đô thị thuộc huyện Radkersburg thuộc bang Steiermark, nước Áo. Đô thị Trössing có diện tích 4,16 km², dân số thời điểm cuối năm 2005 là 291 người.